# Rafaela Silva
Pour les articles homonymes, voir Silva.
Rafaela Lopes Silva, née le 24 avril 1992 à Rio de Janeiro, est une judokate brésilienne en activité évoluant dans la catégorie des moins de 57 kg. Elle participe aux Championnats du monde de judo 2011 où elle se classe deuxième. Elle devient championne du monde en 2013 à Rio de Janeiro. Elle remporte la première médaille d'or du Brésil, dans sa ville natale, lors des Jeux olympiques de 2016 à Rio de Janeiro.
Elle a grandi à Cidade de Deus, une favela de Rio.

## Dopage
Le 25 septembre 2019, elle se voit retirer sa médaille d'or remportée aux Jeux panaméricains de 2019 pour dopage, ayant été contrôlée positive le 9 août au fénotérol.
Le 21 décembre 2020, le T.A.S. confirme sa suspension de deux ans, rejetant ainsi l'appel formulé par la judokate. En conséquence, Silva ne peut défendre son titre olympique lors des Jeux de Tokyo 2020.

## Vie privée
Après avoir remporté sa médaille d'or aux Jeux olympiques de Rio, Rafaela Silva a fait son coming out en tant que lesbienne.

## Palmarès
| Année | Compétition                | Lieu           | Résultat | Catégorie        |
| ----- | -------------------------- | -------------- | -------- | ---------------- |
| 2011  | Championnats panaméricains | Guadalajara    | 3e       | Moins de 57 kg   |
| 2011  | Championnats du monde      | Paris          | 2e       | Moins de 57 kg   |
| 2011  | Jeux panaméricains         | Guadalajara    | 2e       | Moins de 57 kg   |
| 2012  | Championnats panaméricains | Montréal       | 1re      | Moins de 57 kg   |
| 2013  | Championnats panaméricains | San José       | 1re      | Moins de 57 kg   |
| 2013  | Championnats du monde      | Rio de Janeiro | 1re      | Moins de 57 kg   |
| 2014  | Championnats panaméricains | Guayaquil      | 2e       | Moins de 57 kg   |
| 2015  | Championnats panaméricains | Edmonton       | 2e       | Moins de 57 kg   |
| 2015  | Jeux panaméricains         | Toronto        | 3e       | Moins de 57 kg   |
| 2015  | Jeux mondiaux militaires   | Mungyeong      | 1re      | Moins de 57 kg   |
| 2015  | Jeux mondiaux militaires   | Mungyeong      | 1re      | Par équipe dames |
| 2016  | Championnats panaméricains | La Havane      | 3e       | Moins de 57 kg   |
| 2016  | Jeux olympiques            | Rio de Janeiro | 1re      | Moins de 57 kg   |
| 2019  | Championnats panaméricains | Lima           | 2e       | Moins de 57 kg   |
| 2019  | Jeux panaméricains         | Lima           | 1re DSQ  | Moins de 57 kg   |
| 2019  | Championnats du monde      | Tokyo          | 3e       | Moins de 57 kg   |
| 2022  | Championnats panaméricains | Lima           | 3e       | Moins de 57 kg   |
| 2022  | Championnats du monde      | Tachkent       | 1re      | Moins de 57 kg   |
| 2023  | Jeux panaméricains         | Santiago       | 1re      | Moins de 57 kg   |
| 2023  | Jeux panaméricains         | Santiago       | 2e       | Par équipes      |